# Andranolalina
Andranolalina is een plaats en commune in het zuiden van Madagaskar, behorend tot het district Midongy, dat gelegen is in de regio Atsimo-Atsinanana. Tijdens een volkstelling in 2001 telde de plaats 4.673 inwoners.
In de commune liggen de volgende dorpjes:
- Ampatramary
- Mahasoa Analatelo
- Haramanga
- Ambararata, Andranolalina
- Anevandava
- Ampatranila
- Antanambao, Andranolalina
- Antanandava, Andranolalina